# La Tele (Venezuela)
La Tele fue un canal de televisión ubicado en Caracas, Venezuela. Su programación es de Variedades.
La Tele se convirtió en el tercer canal en cerrar sus emisiones en el canal 12 luego de Omnivision en 1998 y Marte Televisión en 2002, este último lo reemplazo luego de su cierre de éste. Fue sustituido en 2015 por el canal Vepaco TV.

## Historia

### Inicios
A finales de 2001, el Grupo Imagen del empresario Francisco Fraiz Trapote se hizo con el 70 % de las acciones de Marte Televisión. Marte Televisión es rebautizado con el nombre de La Tele. El nuevo canal de TV inició sus operaciones el 1 de diciembre de 2002.
El Inicio de La Tele está en un vídeo introductorio que estaba una presentadora contaba de la llegada del canal con la frase de "Pronto verán las caras que van a llegar a tu casa, soy una de ellas, quiero invitarle disfrutar la nueva emoción de un canal tan cercano que por eso se llama La Tele".

### Controversias
En 2009, una inspección realizada a la sede de La Tele por el Instituto Nacional de Prevención, Salud y Seguridad Laborales (Inpsasel), descubrió que el edificio presentaba diversas deficiencias como falta de señalización, riesgos eléctricos, sillas deterioradas, baños insalubres y múltiples filtraciones, etc. También se constató el incumplimiento de diversos artículos de la Ley Orgánica de Prevención, Condiciones y Medio Ambiente de Trabajo (Lopcymat), así como de su Reglamento Parcial, normas venezolanas Covenin y del Reglamento de las Condiciones de Higiene y Seguridad en el Trabajo (RCHST). Además se comprobó que el canal de televisión no poseía un Programa de Seguridad y Salud en el Trabajo y tampoco disponía de un Servicio de Seguridad y Salud en el Trabajo, ni un registro de accidentes laborales. El Inpsasel concedió 15 días hábiles a partir de la fecha del recorrido, para cumplir con cada uno de los ordenamientos presentados, debido a los riesgos a los que estaban sometidos los trabajadores del canal La Tele.
Para el profesor Carlos Guzmán, director del Instituto de Investigaciones de Comunicación de la UCV, La Tele ahora denominada Vepaco TV, se suma a la lista de canales "al servicio del oficialismo", con el objetivo de sentar bases para la hegemonía comunicacional en Venezuela.

### Desaparición
El 9 de mayo de 2014, se instaló una junta interventora en la sede del canal por orden de un tribuna. La intervención se debió a una querella judicial entre sus accionistas que venía desde 2014; así como irregularidades presentes en la empresa, incluyendo malversación de fondos. El 26 de septiembre de 2014, la junta interventora anunció la liquidación de los empleados del canal a partir del 30 de septiembre de 2014. Desde ese día, La Tele se limitaría a repetir programas viejos. Además quedaría únicamente por cable, debido a un problema técnico en la torre de transmisión, localizado en el Cerro El Ávila, que le impedía su difusión por señal abierta.
El 29 de septiembre de 2014, salió por última vez El Guiso de Rodolfo Gómez-Leal, el cual fue el último programa transmitido en vivo.
El 30 de septiembre de 2014, el diario Últimas Noticias informó que La Tele seguiría transmitiendo hasta finales de 2014, pero el canal ya no haría programas en vivo, sino que emitirá programas de productoras nacionales independientes. Sólo laborarán en La Tele personal de máster, ingeniería y mantenimiento.
El 19 de noviembre de 2014, comenzó el acondicionamiento del edificio de La Tele ubicado en Boleíta Sur para ser convertido en la nueva sede del canal público TVES. Estaba previsto que los programas de TVes empezaran a producirse desde Boleíta Sur en enero de 2015. Finalmente La Tele finalizó sus emisiones luego de 13 años operando a Venezuela el 31 de mayo de 2015. Debido a la reestructuración del canal y la venta de acciones, luego de las demandas en contra del presidente del canal y del Grupo Imagen.
El 1 de junio de 2015, el logotipo de La Tele (ubicado en la esquina superior izquierda), que identificaba la señal fue reemplazado por las letras y números C 12 y, días más tarde, por TV 12. La programación fue reemplazada por videoclips, conciertos y espacios pagados por la Iglesia Universal del Reino de Dios. Al principio no se emitía el Himno Nacional ni las debidas identificaciones de programación estipuladas por la Ley de Responsabilidad Social en Radio, Televisión y Medios Electrónicos (Ley RESORTE), pero esto fue subsanado posteriormente.
El 31 de agosto de 2015, a las 06:00 am, las siglas "TV 12" desaparecen y entra al aire el nuevo canal Vepaco TV.

## Programación
A pesar de su orientación generalista, el canal se enfocó principalmente en programas de entretenimiento. Aunque el canal tenía su propio equipo de prensa, eran muy pocos los espacios de noticias y opinión. En efecto, durante sus últimos años al aire, dentro de su programación ya no tenía espacio noticioso alguno ni programas de opinión.

## Eslóganes
Durante su existencia el canal usó diversos eslóganes como: La Verdadera Opción, Señal de Cambio, Te hace sentir, Soy La Tele, Tu Mundo, 100 % Joven y La Tele al 100 %.

## Logotipos
El logotipo consistía en la figura de una letra T en color blanco inscrita dentro de un círculo cuyo diámetro superior era de color rojo y las dos áreas laterales en colores azul (a la izquierda) y amarillo (a la derecha) y, debajo de éste, se colocaba la frase "La Tele" en tipografía Avant Garde Gothic. Este logotipo se mantuvo con diversas variaciones menores en cuanto a los tonos de los colores del círculo hasta que, en 2014, se hizo un pequeño cambio al mismo colocando el amarillo en el diámetro superior y el rojo y azul en los lados izquierdo y derecho, respectivamente.